# Can Korkmaz
Can Korkmaz (Estambul, 21 de octubre de 1992) es un baloncestista turco que pertenece a la plantilla del Galatasaray de la Liga turca. Con 1,87 metros de estatura, juega en la posición de base.

## Trayectoria deportiva

### Profesional
Tras jugar en su época de instituto en Estados Unidos, en la Mountain State Academy, regresó a su país y comenzó su andadura profesional en el Pertevniyal Spor Kulübü, equipo de la Türkiye Basketbol 2. Ligi, la segunda división del baloncesto turco, donde en su primera temporada promedió 11,8 puntos y 3,3 asistencias en 24 partidos disputados, compaginando sus actuaciones con las del equipo junior, que consiguió el campeonato nacional, con una sobresaliente actuación de Korkmaz, con 28 puntos, siendo elegido mejor base del campeonato.
En 2011 firmó contrato por cinco temporadas con el Galatasaray, pero el primer año se fue cedido al Darüşşafaka S.K., donde jugó una temporada en la que promedió 8,7 puntos, 3,0 rebotes y 2,9 asistencias por partido. Regresó al año siguiente al Galatasaray, jugando una temporada en la que no contó con muchos minutos, lesionándose además en una rodilla y perdiéndose la mitad de la misma, siendo de nuevo traspasado en 2013 al Trabzonspor Basketbol Kulübü,
En 2015 fichó por el Uşak Sportif, donde jugó una temporada en la que promedió 4,4 puntos y 1,5 asistencias por partido. En 2016 regresó al Galatasaray, formando por una temporada.
En la temporada 2021-22, firma por el Karşıyaka Basket de la Liga turca.
El 7 de junio de 2022 fichó por el Darüşşafaka S.K. de la Basketbol Süper Ligi (BSL).
El 27 de septiembre de 2024 regresó a las filas del Galatasaray, en su cuarta etapa en el club.

### Selección nacional
Ha sido un habitual en las categorías inferiores de la selección turca, tanto sub-20 como sub-18, con la que disputó el campeonato de Europa en 2010.